# Robert Sondheimer
Robert Jonas Sondheimer (geboren 6. Februar 1881 in Mainz; gestorben 7. Dezember 1956 in Hannover) war ein deutscher Musikwissenschaftler.

## Leben und Tätigkeit
Robert Sondheimer war ein Sohn des Weinhändlers Leopold Sondheimer und der Mathilde Sauerbach. Nach dem Schulbesuch wurde Sondheimer am Konservatorium in Mainz sowie bei Engelbert Humperdinck am Konservatorium in Köln und bei Friedrich Ernst Koch in Berlin ausgebildet. Er studierte Musikwissenschaften in Bonn, Berlin und Basel. 1921 promovierte er mit einer Arbeit über die Sinfonien Franz Becks zum Dr. phil. Sondheimer war mit Selma Strauss verheiratet, sie haben zwei Kinder.
In der Folgezeit lebte Sondheimer als Musikschriftsteller in Berlin. Von 1922 bis 1933 leitete er die Edition Bernoulli, eine Sammlung von musikalischen Werken aus der Entstehungszeit des neuen Sonatenstils (18. Jahrhundert). Er schrieb Musikkritiken für den Berliner Börsen-Courier. 
Nach der Machtergreifung der Nationalsozialisten im Frühjahr 1933 ging Sondheimer als Emigrant in die Schweiz, wo er ab 1934 seinen Verlag weiterführte. 1939 siedelte er nach Großbritannien über, wo er seinen Verlag in London weiterführte.
Von den nationalsozialistischen Polizeiorganen wurde Sondheimer nach seiner Emigration als Staatsfeind und wichtige Zielperson eingestuft: Im Frühjahr 1940 setzte ihn das Reichssicherheitshauptamt in Berlin auf die Sonderfahndungsliste G.B., ein Verzeichnis von Personen, die im Falle einer erfolgreichen deutschen Invasion Großbritanniens durch die Sonderkommandos der SS-Einsatzgruppen mit besonderer Priorität ausfindig gemacht und verhaftet werden sollten.

## Schriften
- Die Sinfonien Franz Becks, 1922.
- Die Theorie der Sinfonie und die Beurteilung einzelner Sinfoniekomponisten bei den Musikschriftstellern des achtzehnten Jahrhundert, Leipzig 1925.
- Haydn. A Historical and Psychological Study Based on his Quartets, Bernoulli, London 1951.